# Cucullia artemisiae
Cucullia artemisiae é uma mariposa da família das Noctuidaes. São encontradas nas regiões central e sudeste da Europa, na Península da Coreia, Japão e no oeste da Sibéria e até na Manchúria. Também estão presentes na Turquia e Ásia Central.
A envergadura de sua asa é de 37 a 42 mm. Os adultos estão aptos a voar e a acasalar nos meses de junho e julho.
As lagartas se alimentam das plantas do gênero Artemisia, incluindo as espécies Artemisia absinthium, Artemisia campestris e Artemisia vulgaris. Outras plantas em que também já foram encontradas, são as Matricarias e as Catinga-de-mulata.